# Epitteto
Epittèto (in greco antico: Ἐπίκτητος?, Epíktētos lett. "colui che è stato acquistato"; in latino Epictetus; Ierapoli, 50 – Nicopoli d'Epiro, 130) è stato un filosofo greco, esponente dello stoicismo di epoca romana.

## Il problema delle fonti
Le notizie certe che si hanno sulla vita di Epitteto sono molto poche. Il nome Epitteto (in greco antico: Ἐπίκτητος?), che può interpretarsi anche come "schiavo" (letteralmente il significato è "acquistato" o "acquisito"), era probabilmente un soprannome, anche se aveva comunque una certa diffusione nel mondo greco come nome proprio. Di lui esistono pochissimi ritratti scultorei, e tutti di attribuzione incerta, spesso confusi con quelli di Epicuro (l'abbreviazione Epi. ha contribuito a ciò). La biografia del filosofo scritta da Flavio Arriano è andata perduta.

## Biografia

### Gioventù come schiavo
Quasi tutti gli studiosi sono comunque concordi nel fissarne la nascita intorno al 50-55 d.C. e la morte intorno al 120-130 d.C. Egli visse dunque sotto l'impero di Nerone, dei Flavi, di Traiano e di Adriano. Furono suoi contemporanei anche Stazio, Tacito, Giovenale, Svetonio, Plinio il Giovane e Plutarco. È certo che fosse nato nella città di Ierapoli in Frigia (oggi Pamukkale, in Turchia).

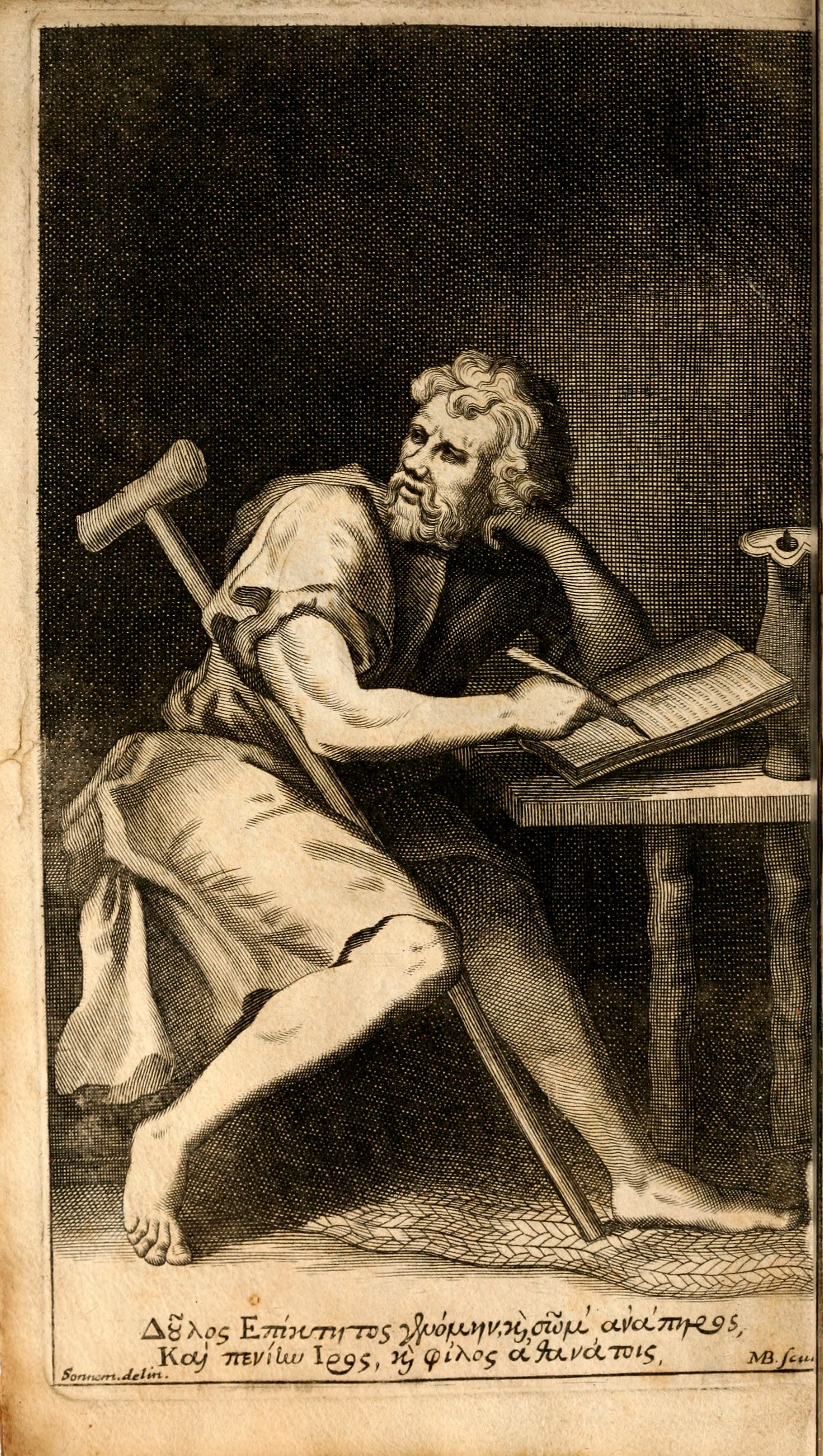
Incisione di Epitteto in un'edizione inglese in latino del Manuale (1715)

È anche documentato che Epitteto fosse di madre schiava (un'iscrizione lo vuole figlio di genitori entrambi schiavi) e che, nato schiavo lui stesso, tale sia rimasto per molti anni. Fu poi comperato da Epafrodito, ex schiavo liberato dall'imperatore Claudio e divenuto il potente e ricchissimo segretario di Nerone. Pare che Epitteto fosse di salute cagionevole e tutti concordano nel descriverlo come zoppo. Sulle cause di questo suo difetto fisico le opinioni sono però contrastanti.
Essendo egli schiavo, alcuni, come Celso, accettano la versione che fa risalire questa sua menomazione ai maltrattamenti subiti da parte di un padrone, forse dallo stesso Epafrodito. Altri propendono, data la sua condizione di schiavo istruito, quindi, come molti schiavi greci, avviato probabilmente a diventare un precettore privato di alto livello, a credere che la zoppia fosse il risultato di una malattia reumatica o delle percosse di un maestro di scuola o, in alternativa, di un semplice incidente.
Difatti, al servizio di Epafrodito, e forse per iniziativa dello stesso, Epitteto ebbe modo di istruirsi e frequentare a Roma le lezioni di Gaio Musonio Rufo, certamente, assieme ad Aruleno Rustico, il più celebre filosofo stoico di quegli anni. Simplicio afferma anche che egli era fin da piccolo gracile e malato. Comunque la prima versione (quella dei postumi della punizione e dei maltrattamenti di un padrone) fu quella più diffusa dagli allievi, che volevano così indicare come un vero filosofo stoico sopportasse i mali fisici e i patimenti. Probabilmente Epitteto rimase schiavo per i primi 25-30 anni di vita.

### La liberazione e l'espulsione dei filosofi
Epafrodito, prima di essere esiliato e poi fatto uccidere da Domiziano, per aver seguito nel 68 Nerone nella sua fuga e averlo aiutato a suicidarsi, liberò Epitteto, forse durante il regno di Tito o di Vespasiano, intorno al 79-80. La tradizione voleva che lo schiavo liberato assumesse il nome di famiglia dell'ex padrone (come Epafrodito stesso aveva fatto con Claudio), ma non è noto se Epitteto abbia aggiunto al suo vero nome quello di "Tiberio Claudio". La condizione di schiavo di Epitteto non andò comunque oltre l'85-90, anni in cui l'imperatore Domiziano cominciò a perseguitare i filosofi, tra i quali anche Aruleno Rustico (fatto uccidere dal princeps per lesa maestà), e li bandì da Roma assieme ai matematici e agli astrologi. Questi personaggi erano infatti considerati troppo vicini all'opposizione degli aristocratici e dei senatori, che spesso avevano gli stoici come insegnanti dei loro figli e loro consiglieri personali.
Poiché il definitivo senatoconsulto d'espulsione, sollecitato da Domiziano, è del 94, è probabile che anche Epitteto, che secondo Simplicio, aveva criticato, duramente e coraggiosamente, l'involuzione autocratica del governo dell'imperatore, fosse stato colpito dal provvedimento, tra il 90 e il 93. Questo vuol dire che in quel tempo egli fosse non soltanto di condizione libera (liberto), ma ricoprisse ormai, come filosofo, un ruolo eminente e socialmente distinto, benché, per la sua umiltà e disinteresse nei confronti del denaro, vivesse appartato.

### La scuola e gli ultimi anni
In seguito al bando di Domiziano, Epitteto lasciò per sempre Roma e l'Italia e si stabilì in Epiro, nella città epirota di Nicopoli, dove rimase anche dopo la caduta dell'imperatore e l'ascesa degli imperatori adottivi molto più favorevoli alla filosofia. A Nicopoli si dedicò con successo all'insegnamento, aprendo una scuola che fu molto frequentata e vivendo con semplicità. È anche possibile che egli abbia compiuto uno o più viaggi a Olimpia e ad Atene, luoghi che ricorda nelle Diatribe, parlando dei giochi olimpici e dell'acropoli nei suoi ragionamenti.
Epitteto non si sposò e non ebbe figli, ma in tarda età prese con sé una donna che curasse la crescita di un bambino orfano che egli aveva adottato.
Supremamente indifferente alla gloria letteraria, Epitteto, come Socrate, non si curò mai di scrivere dei libri. Tuttavia un suo discepolo di nome Flavio Arriano, che poi divenne un noto scrittore e una personalità politica di notevole rilievo, ebbe l'idea di stenografare le lezioni alle quali assisteva, trascrivendo fedelmente le parole così come uscivano dalla bocca del maestro. Questa eccezionale documentazione, nota come Diatribe e Manuale di Epitteto, era originariamente contenuta in otto libri, dei quali soltanto i primi quattro e il Manuale sono fortunosamente giunti fino a noi.

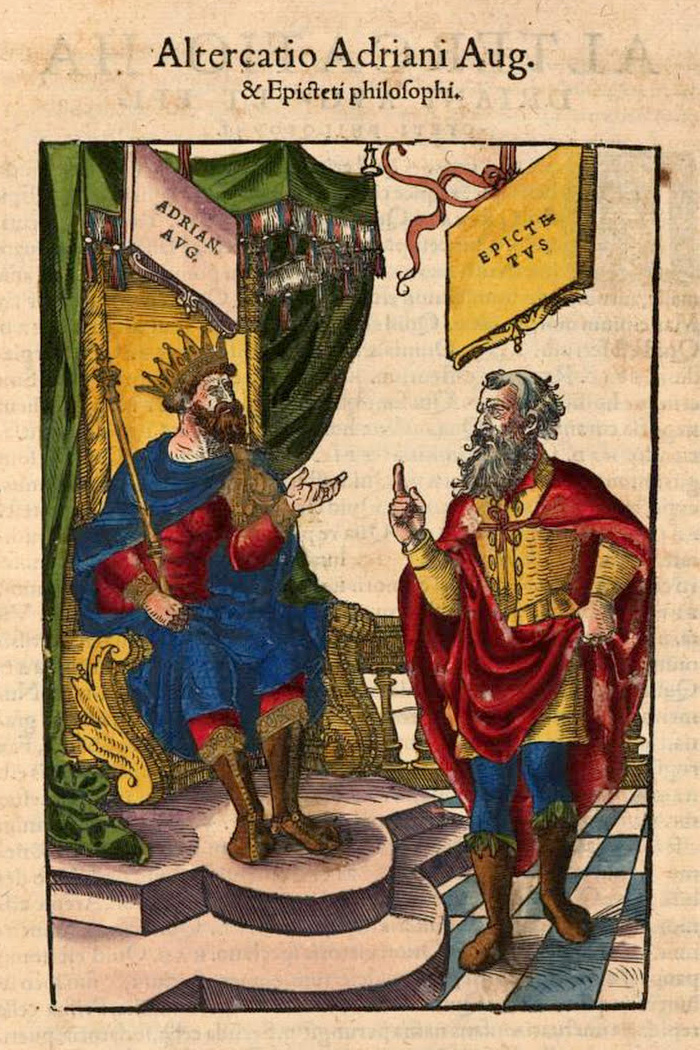
Discussione tra Epitteto e Adriano (illustrazione del 1552)

Nei suoi ultimi anni di vita, a dispetto delle umili origini, Epitteto ebbe grande fama e rispetto e godette dell'amicizia personale dell'erede di Traiano e poi imperatore Adriano, che venne a Nicopoli per consultarlo. L'imperatore e filosofo stoico Marco Aurelio (nato nel 121), che per ragioni di età non ebbe modo di conoscere personalmente Epitteto, nei suoi Ricordi parla di lui con la massima deferenza e lo annovera tra le sue guide spirituali. Fu uno dei suoi maestri, Quinto Giunio Rustico (nipote di Aruleno Rustico), a fargli conoscere gli scritti di Epitteto. Epitteto era certamente in vita durante l'impero di Adriano (117-138), ma era già morto quando Antonino Pio andò al potere (138); Aulo Gellio parla della recente morte di Epitteto quando scrive le Noctes Atticae, verso la metà del secolo, cosa che ha fatto fissare la data di morte nel decennio 120-130, probabilmente verso il 130, anche se taluni indicano il 135, quando avrebbe avuto l'età, molto avanzata per l'epoca, di circa 80-85 anni. Qualche tempo dopo la sua morte, racconta Luciano di Samosata, la fama di Epitteto era ancora così viva che un suo ammiratore acquistò per 3 000 dracme una lampada a olio in argilla che gli era appartenuta.

## La filosofia di Epitteto

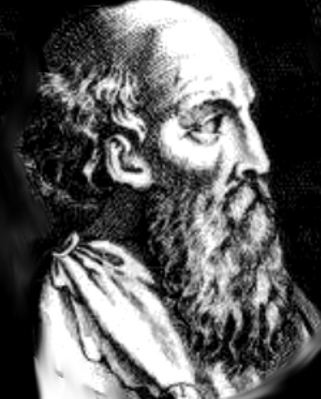
Ritratto di Epitteto

La filosofia di Epitteto richiama quella socratica. Il suo discepolo Arriano infatti, nella compilazione delle Diatribe, prese a modello l'opera di Senofonte, i Memorabili, dedicata alla figura di Socrate, proprio nell'intento di presentare Epitteto come un "nuovo Socrate". Dalle Diatribe furono poi estratte le massime per il conseguimento della felicità raccolte nell'Ἐγχειρίδιον (Encheirídion, "ciò che si tiene in mano", cioè manuale), il Manuale di Epitteto.

### La regola aurea della felicità
Il pensiero di Epitteto si fonda su alcuni principi fondamentali espressi attraverso uno stile conciso fatto di rapide enunciazioni, con lo scopo di formulare gli strumenti per il raggiungimento della felicità. Questi sono dunque, secondo il pensiero di Epitteto, i dettami per il conseguimento di una vita felice:
(Epitteto, Manuale, 1 )
(Epitteto, Manuale, 3 )
(Epitteto, Diatribe, 1, 1, 17)
Per ottenere la felicità occorrerà però saper identificare (con la proairesi, l'uso della ragione) ciò che serve per una condizione felice e saper distinguere (applicando la diairesi, ovvero la scelta che risulta migliore) quanto, di quello che serve, è in nostro esclusivo potere (ad esempio gli impulsi razionali) e quanto non lo è (come le malattie del corpo o il comportamento degli altri), seguendo quindi le leggi naturali imposte dal Dio-universo-mondo (panteismo) stoico, a volte identificato con Zeus o il Logos, la Provvidenza degli dei, il Fato o legge di causa-effetto che regge le necessità della Natura. A questi fatti vanno adeguate le nostre rappresentazioni mentali e non viceversa:
(Manuale, 1, IV)

### La proairesi e la diairesi
La proairesi è la facoltà razionale, propria di tutti gli esseri umani, che permette loro di dare significato e distinzione alle esperienze sensibili che di per sé sono indeterminate. Ciò che ha un senso non è la percezione in sé ma il significato che con la ragione noi le diamo.
La proairesi permette di operare la diairesi, il discernimento preliminare alla scelta, che serve a esprimere un giudizio riguardante la possibilità di servirci delle cose distinguendo se esse siano a nostra disposizione oppure no. 

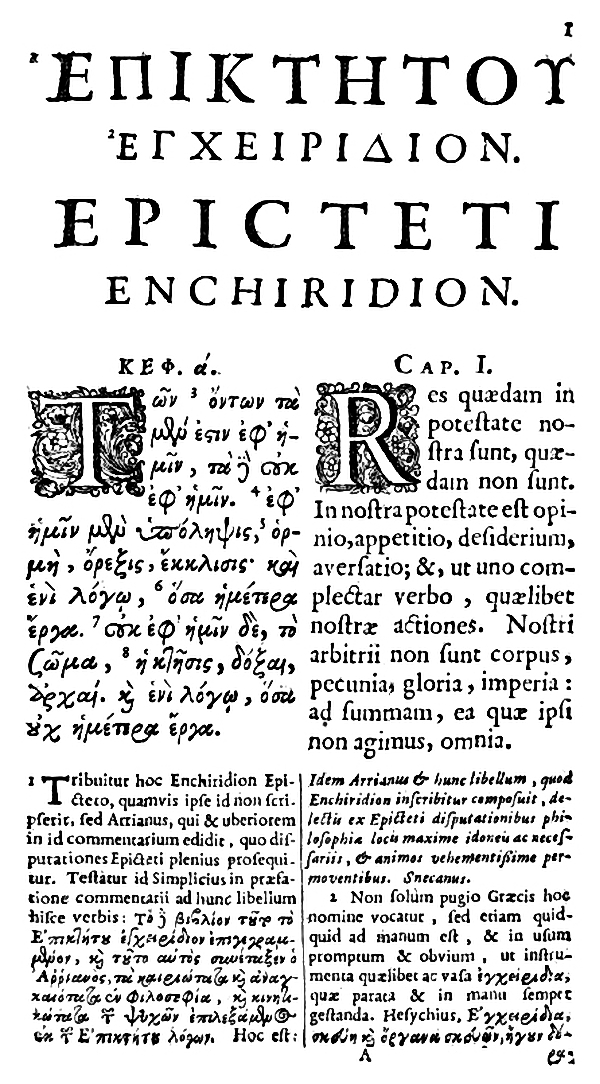
Cap.1, p.1, dell' Enchiridion di Epitteto. Edizione greca e latina (1683) di A. Berkelius.

Alcune cose, come ad esempio valutazioni, progetti, desideri, impulsi, sono in nostro esclusivo potere e sono da Epitteto definite "proairetiche".
Non sono invece in nostro pieno potere cose come il corpo, il patrimonio, la reputazione, il lavoro, quelle entità cioè, che Epitteto chiama "aproairetiche".
Epitteto mette in guardia da quell'atteggiamento che fa credere ingenuamente che le cose che non ci appartengono possano essere nostre o che ci fa pessimisticamente pensare che l'uomo non possa soddisfare nessuna delle sue aspirazioni. In questo caso il comportamento dell'uomo è innaturale, non è più ispirato dalla sua naturale razionalità (proairesi): egli rinuncia alla diaresi e cade nell'irrazionalità della controdiairesi che porta all'infelicità.

### La felicità
Il raggiungimento della felicità dipende dal buon uso della ragione (tramite proairesi) nel giudicare (tramite diairesi) ciò che serve (ciò che è fondamentale, ed è in nostro potere) o che non serve, non è in nostro potere o ci rende infelici.
L'uomo deve innanzitutto convincersi che il bene e il male dipendono esclusivamente da lui e dalla sua ragione che deve essere in grado di indicargli che egli non potrà mai raggiungere la felicità se è convinto che il bene consiste nel possesso di oggetti materiali e in qualcosa che altri possono fare per noi o contro di noi.
La vita di coloro che non sanno bene usare la proairesi e la diairesi è un indefesso affannarsi per conseguire o per evitare cose ed eventi che non sono in loro potere, ma dipendono da altri o dalla pura e semplice fortuna.
Chi invece, essendo capace di usare correttamente la ragione, sceglie di vivere rispettando il reale carattere delle cose sarà virtuoso, vivrà nel bene, godrà di felicità e libertà e non avrà bisogno d'altro.

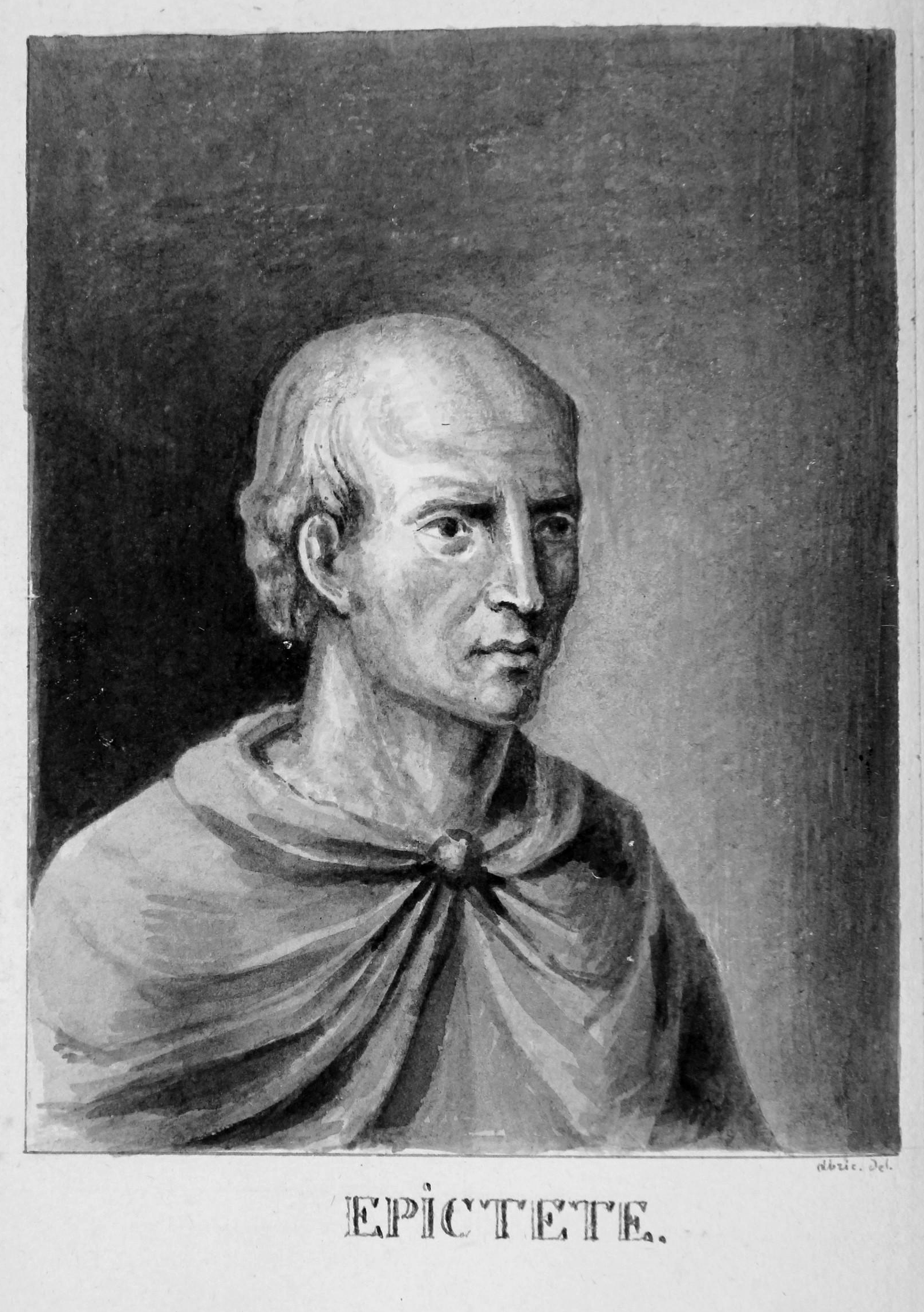
Epitteto, incisione da Les Morales de Plutarque, Sénèque, Socrate et Epictète, 1653

Per mantenersi in tale stato dovrà comunque essere attento a particolari aspetti della vita quotidiana:
- quello degli assensi e dei dissensi, ossia del dire di sì oppure di no alle rappresentazioni che la nostra mente si forma degli avvenimenti di ogni giorno. Dobbiamo usare attentamente le nostre capacità analitiche di fronte alle cose che ci offre la vita per giudicare se esse siano positive o negative. Così sarà inutile considerare la morte un bene o un male poiché essa non dipende da noi.[19]

- quello dei desideri e delle avversioni.

Occorre non lasciarsi andare a desideri che non potranno con certezza essere soddisfatti perché in questo caso ci dorremo della speranza delusa. Conviene quindi astenersi da quei desideri e sopportare il male che ci coglierà in certe occasioni e non reagire a esso.
- quello degli impulsi e delle repulsioni. Bisogna resistere sia al sentirsi istintivamente attratti da ciò che irrazionalmente giudichiamo possa accrescere il nostro bene, sia al respingere ciò che riteniamo possa causarci un male, dimenticando che le cose esterne non sono di per sé buone o cattive ma che sarà il buon uso della ragione a deciderlo.

## La "fortuna" delManuale
Il Manuale di Epitteto, redatto dal suo discepolo Arriano, insieme ai successivi Ricordi dell'imperatore Marco Aurelio (121-180), che ne fu profondamente influenzato, racchiudono il nucleo della dottrina etica dello stoicismo.
Entrambi questi testi appartengono al genere che venne inaugurato da Epicuro (341 a.C.–271 a.C.) che con la sua Lettera a Meneceo indicava le regole per far sì che la filosofia, liberando da ogni passione irrequieta, diventasse lo strumento, il mezzo, teorico e pratico, per raggiungere la felicità.
Queste opere infatti, pur non contenendo nulla di carattere specificatamente religioso, racchiudono massime che, attraverso indicazioni da applicare alla vita pratica, intendono gradualmente condurre verso una vita virtuosa e serena.
L'influenza del Manuale, interessò pensatori e intellettuali di ogni epoca, dai neoplatonici come Simplicio, a Leopardi, che ne curò la traduzione, sino a personalità religiose come il gesuita Matteo Ricci, missionario in Cina, che, alle prese con il problema di creare un ponte tra due culture lontanissime, ritenne che la morale stoica fosse quella più vicina al confucianesimo e fosse perciò in grado di aprire le porte del continente asiatico al cristianesimo. Pertanto, egli tradusse in cinese, parafrasandone in senso cristiano molti passi, il Manuale di Epitteto intitolandolo Il libro dei 25 paragrafi.
L'opera di Epitteto, oltre alle persone citate, ebbe anche una notevole influenza su Laurence Sterne, J.D. Salinger, Adam Smith, Matthew Arnold, James Joyce, Albert Ellis, Blaise Pascal, Michel de Montaigne e persino sull'ammiraglio James Stockdale, ufficiale pluridecorato della Marina statunitense, pilota nell'aviazione navale, che rimase prigioniero di guerra in Vietnam per molti anni e che affermò che la sua sopravvivenza era dovuta anche al ricordare le massime di Epitteto.